# Église évangélique slovaque de Stara Pazova
L'église évangélique slovaque de Stara Pazova (en serbe cyrillique : Евангеличка црква у Старој Пазови ; en serbe latin : Evangelička crkva u Staroj Pazovi) est une église évangélique slovaque située à Stara Pazova, dans la province de Voïvodine et dans le district de Syrmie en Serbie. Elle est inscrite sur la liste des monuments culturels de grande importance de la république de Serbie (identifiant no SK 1342).

## Présentation

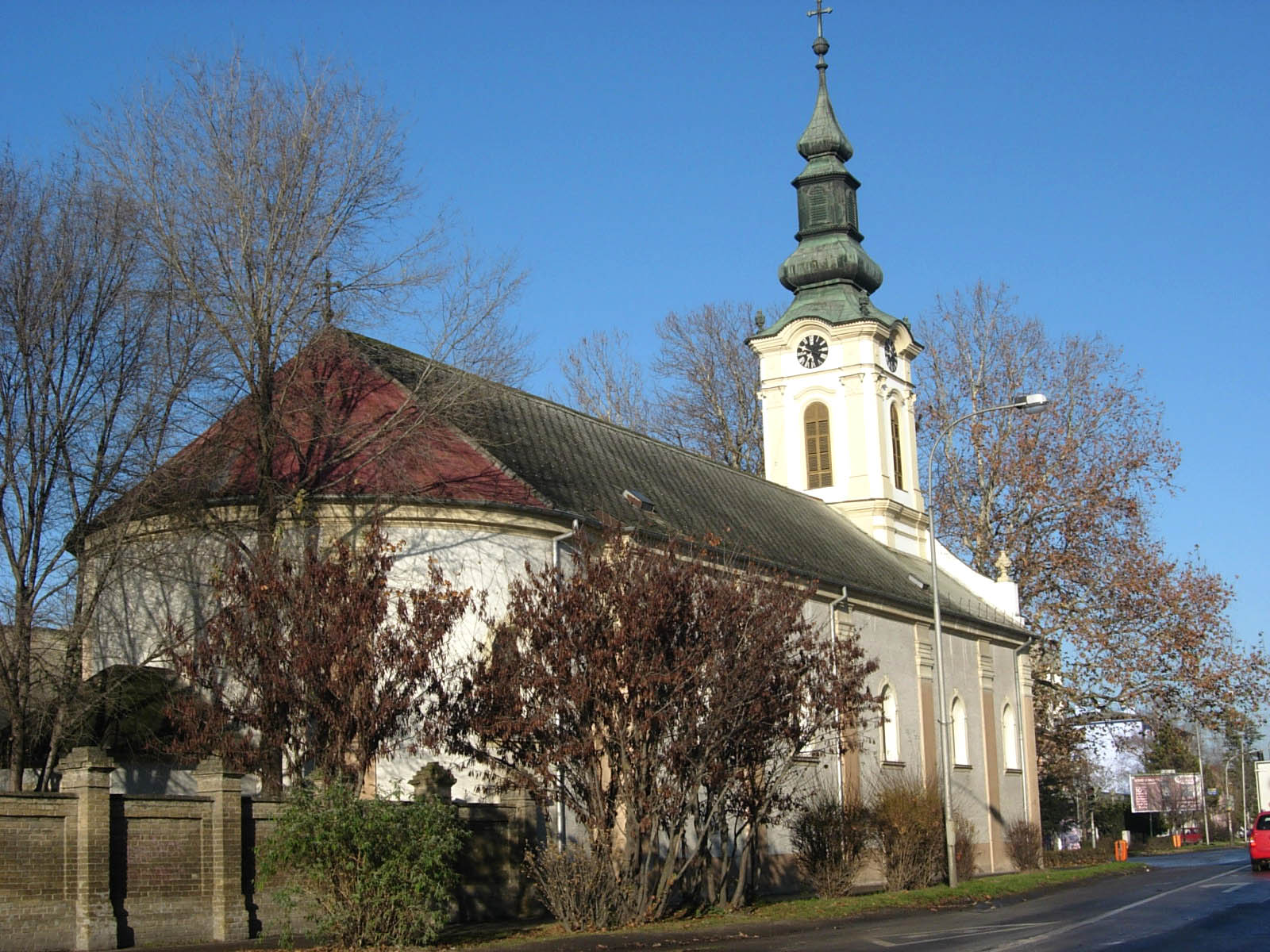
Autre vue de l'église.

L'église a été fondée en 1771 et restaurée à la fin du XIXe siècle.
Elle est constituée d'une nef unique et la façade nord est dominée par un haut clocher baroque ; les façades sont ornées d'une décoration plastique caractéristique du XVIIIe siècle.
À l'intérieur se trouvent trois tableaux peints selon la technique de l'huile sur toile et remontant vraisemblablement à la fin du XIXe siècle : une Crucifixion au maître-autel, un Baptême du Christ au-dessus du baptistère et Le Denier de la veuve.